# Mysidia asinella
Mysidia asinella är en insektsart som beskrevs av Broomfield 1985. Mysidia asinella ingår i släktet Mysidia och familjen Derbidae. Inga underarter finns listade i Catalogue of Life.